# Plectrocnemia martynovae
Plectrocnemia martynovae là một loài Trichoptera trong họ Polycentropodidae. Chúng phân bố ở miền Cổ bắc.